# East Canton (Ohio)
East Canton es una villa ubicada en el condado de Stark en el estado estadounidense de Ohio. En el censo de 2010 tenía una población de 1591 habitantes y una densidad poblacional de 466,43 personas por km².

## Geografía
East Canton se encuentra ubicada en las coordenadas 40°47′20″N 81°17′1″O / 40.78889, -81.28361. Según la Oficina del Censo de los Estados Unidos, East Canton tiene una superficie total de 3.41 km², de la cual 3.41 km² corresponden a tierra firme y (0%) 0 km² es agua.

## Demografía
Según el censo de 2010, había 1591 personas residiendo en East Canton. La densidad de población era de 466,43 hab./km². De los 1591 habitantes, East Canton estaba compuesto por el 94.03% blancos, el 3.33% eran afroamericanos, el 0.13% eran amerindios, el 0.06% eran asiáticos, el 0% eran isleños del Pacífico, el 0.69% eran de otras razas y el 1.76% pertenecían a dos o más razas. Del total de la población el 1.7% eran hispanos o latinos de cualquier raza.